# 1472 Муоніо
1472 Муоніо (1472 Muonio) — астероїд головного поясу, відкритий 18 жовтня 1938 року.
Тіссеранів параметр щодо Юпітера — 3,610.